# Mont Inasa
El Mont Inasa (稲佐山, Inasa-yama) és un turó a l'oest de Nagasaki d'una alçada de 333 metres. El telefèric de la ciutat permet als visitants pujar-hi fins a la part superior des de Nagasaki. A poca distància a peu de l'estació del telefèric es troben diversos edificis que allotgen antenes de ràdio i televisió que donen servei a Nagasaki i voltants.
Hi ha una plataforma d'observació turística que proporciona vistes extenses del "10 Million Dollar Night View" (1000万ドルの夜景, Issenmandoru no yakei) de Nagasaki.